# Немсциці
Немсциці (пол. Niemścice) — село в Польщі, у гміні Сташув Сташовського повіту Свентокшиського воєводства.
Населення — 232 особи (2011).
У 1975-1998 роках село належало до Тарнобжезького воєводства.

## Демографія
Демографічна структура на день 31 березня 2011 року:
|          | Загалом | Допрацездатний вік | Працездатний вік | Постпрацездатний вік |
| -------- | ------- | ------------------ | ---------------- | -------------------- |
| Чоловіки | 115     | 22                 | 82               | 11                   |
| Жінки    | 117     | 26                 | 69               | 22                   |
| Разом    | 232     | 48                 | 151              | 33                   |